# Persone di nome Christina
| Questa pagina contiene informazioni ricavate automaticamente dalle voci biografiche con l'ausilio del template Bio e di un bot. L'aggiornamento è periodico e automatico e ricostruisce completamente la pagina. Se manca una persona in questa lista, sei pregato di non aggiungerla, ma accertati piuttosto che la sua voce biografica contenga il template Bio e che i dati anagrafici siano correttamente compilati. Se il template Bio manca, inseriscilo tu stesso o, in alternativa, metti l'avviso {{tmp\|Bio}} che ne segnala la mancanza. Se i dati riportati sono sbagliati, correggi direttamente la voce biografica; le modifiche saranno visibili in questa lista entro pochi giorni. Per chiarimenti vedi il progetto antroponimi. La lista contiene solo le 112 persone che sono citate nell'enciclopedia e per le quali è stato implementato correttamente il template Bio. Pagina aggiornata al 16 ott 2024. |

Questa è una lista di persone presenti nell'enciclopedia che hanno il prenome Christina, suddivise per attività principale.

## Allenatrici di calcio(1)
- Tina Theune, allenatrice di calcio e ex calciatrice tedesca (Kleve, n. 1953)

## Altiste(2)
- Christina Honsel, altista tedesca (Dorsten, n. 1997)
- Christina Kalčeva, ex altista bulgara (Aleksin, n. 1977)

## Arbitri di calcio(1)
- Christina Pedersen, arbitro di calcio norvegese (n. 1981)

## Astronaute(2)
- Christina Birch, astronauta e ex pistard statunitense (Mesa, n. 1986)
- Christina Koch, astronauta statunitense (Grand Rapids, n. 1979)

## Attrici(21)
- Christina Applegate, attrice statunitense (Los Angeles, n. 1971)
- Christina Chang, attrice taiwanese (Taipei, n. 1971)
- Christina Chong, attrice britannica (Londra, n. 1983)
- Christina Cole, attrice britannica (Londra, n. 1982)
- Tina Cole, attrice statunitense (Hollywood, n. 1943)
- Christina Cox, attrice e stuntwoman canadese (Toronto, n. 1971)
- Christina Crawford, attrice, scrittrice e attivista statunitense (New York, n. 1939)
- Christina Finger, attrice tedesca (Colonia, n. 1970)
- Christina Grimandi, attrice, cantante e ballerina italiana (Bologna, n. 1968)
- Christina Hart, attrice statunitense (Lock Haven, n. 1949)
- Christina Hendricks, attrice e ex modella statunitense (Knoxville, n. 1975)
- Christina Kokubo, attrice statunitense (n. 1950 - † 2007)
- Kristy McNichol, attrice e cantante statunitense (Los Angeles, n. 1962)
- Christina Moses, attrice statunitense (Los Angeles, n. 1978)
- Christina Ochoa, attrice spagnola (Barcellona, n. 1985)
- Christina Pickles, attrice inglese (Yorkshire, n. 1935)
- Christina Ricci, attrice statunitense (Santa Monica, n. 1980)
- Christina Robinson, attrice statunitense (Los Angeles, n. 1997)
- Christina Andrea Rosamilia, attrice svizzera (Bellinzona)
- Christina Schollin, attrice svedese (Stoccolma, n. 1937)
- Christina Vidal, attrice e cantautrice statunitense (New York, n. 1981)

## Attrici pornografiche(1)
- Capri Anderson, ex attrice pornografica statunitense (New York, n. 1988)

## Badesse(1)
- Christina di Markyate, badessa e mistica inglese († 1161)

## Bobbiste(1)
- Christina Hengster, ex bobbista, ex discobola e ex martellista austriaca (Rum, n. 1986)

## Calciatrici(1)
- Christina Burkenroad, calciatrice messicana (La Jolla, n. 1993)

## Canottiere(1)
- Christina Giazitzidou, canottiera greca (Kastoria, n. 1989)

## Cantanti(10)
- Christina Bjordal, cantante norvegese (Haugesund, n. 1980)
- Christina Grimmie, cantante, pianista e youtuber statunitense (Marlton, n. 1994 - Orlando, † 2016)
- Christina Groth, cantante danese (Copenaghen, n. 1970)
- Jerney Kaagman, cantante olandese (L'Aia, n. 1947)
- LaFee, cantante tedesca (Stolberg, n. 1990)
- Christina Metaxa, cantante cipriota (Limisso, n. 1992)
- Christina Milian, cantante, attrice e modella statunitense (Jersey City, n. 1981)
- Chanée, cantante danese (n. 1979)
- Rykka, cantante canadese (Vancouver, n. 1986)
- Christina Stürmer, cantante austriaca (Altenberg bei Linz, n. 1982)

## Cantautrici(4)
- Christina Aguilera, cantautrice, attrice e produttrice discografica statunitense (New York, n. 1980)
- Chrissy Costanza, cantautrice statunitense (New Jersey, n. 1995)
- Christina Moser, cantautrice svizzera (Milano, n. 1952 - Lugano, † 2022)
- Christina Perri, cantautrice statunitense (Bensalem, n. 1986)

## Cavallerizze(1)
- Christina Liebherr, cavallerizza svizzera (Bulle, n. 1979)

## Cestiste(5)
- Christina Anastasopoulou, cestista greca (Amarousio, n. 2002)
- Christina Grima, ex cestista maltese (Pietà, n. 1989)
- Christy Smith, ex cestista e allenatrice di pallacanestro statunitense (Oxford, n. 1975)
- Christina Wirth, ex cestista statunitense (Mesa, n. 1987)
- Christina Zeyen, ex cestista tedesca (Bochum, n. 1975)

## Cicliste su strada(1)
- Christina Schweinberger, ciclista su strada austriaca (Jenbach, n. 1996)

## Dirigenti d'azienda(1)
- Christina Onassis, dirigente d'azienda greca (New York, n. 1950 - Buenos Aires, † 1988)

## Fotografe(1)
- Christina Broom, fotografa scozzese (Londra, n. 1862 - Margate, † 1939)

## Giavellottiste(1)
- Christina Obergföll, giavellottista tedesca (Lahr/Schwarzwald, n. 1981)

## Insegnanti(1)
- Christina Crosby, insegnante e scrittrice statunitense (Huntingdon, n. 1953 - Middletown, † 2021)

## Mezzofondiste(1)
- Christina Hering, mezzofondista tedesca (Monaco di Baviera, n. 1994)

## Mistiche(1)
- Christina Greenstidel, mistica e docente tedesca (Norimberga, n. 1866 - New York, † 1930)

## Modelle(4)
- Christy Hemme, ex modella e ex wrestler statunitense (Poway, n. 1980)
- Christina Lekka, modella greca (n. 1972)
- Christina Santiago, modella e attrice statunitense (Chicago, n. 1981)
- Christina Sawaya, modella libanese (n. 1980)

## Musiciste(1)
- Christina Pluhar, musicista austriaca (Graz, n. 1965)

## Nobildonne(1)
- Augusta von Fersen, nobildonna svedese (n. 1754 - Stoccolma, † 1846)

## Nobili(2)
- Christina Bruce, nobile scozzese (Turnberry, n. 1278 - Dunfermline, † 1357)
- Christina Gyllenstierna, nobile svedese (n. 1494 - † 1559)

## Nuotatrici(2)
- Christina Jones, sincronetta statunitense (Missoula, n. 1987)
- Christina Thalassinidou, nuotatrice artistica sovietica (Tbilisi, n. 1970)

## Ostacoliste(1)
- Christina Clemons, ostacolista statunitense (Waldorf, n. 1990)

## Pallanuotiste(1)
- Christina Tsoukala, pallanuotista greca (Atene, n. 1991)

## Pallavoliste(1)
- Christina Bauer, pallavolista francese (Bergen, n. 1988)

## Pattinatrici artistiche su ghiaccio(1)
- Christina Riegel, ex pattinatrice artistica su ghiaccio tedesca (Stoccarda, n. 1965)

## Pattinatrici di velocità su ghiaccio(1)
- Stien Kaiser, pattinatrice di velocità su ghiaccio olandese (Delft, n. 1938 - † 2022)

## Pesiste(1)
- Christina Schwanitz, pesista tedesca (Dresda, n. 1985)

## Poetesse(1)
- Christina Rossetti, poetessa britannica (Londra, n. 1830 - Londra, † 1894)

## Politiche(3)
- Chrystia Freeland, politica e giornalista canadese (Peace River, n. 1968)
- Chrissy Houlahan, politica statunitense (Contea di Saint Mary's, n. 1967)
- Christina Tchen, politica e avvocato statunitense (Columbus, n. 1956)

## Psicologhe(1)
- Christina Maslach, psicologa statunitense (San Francisco, n. 1946)

## Rivoluzionarie(1)
- Christina Grigor'evna Grinberg, rivoluzionaria russa (Nikolaev, n. 1857 - Mosca, † 1942)

## Saggiste(1)
- Christina Hoff Sommers, saggista e filosofa statunitense (Petaluma, n. 1950)

## Sciatrici alpine(12)
- Christina Ager, sciatrice alpina austriaca (Söll, n. 1995)
- Kiki Cutter, ex sciatrice alpina statunitense (Bend, n. 1949)
- Christl Ditfurth, ex sciatrice alpina austriaca (Lebring, n. 1943)
- Christina Geiger, ex sciatrice alpina tedesca (Oberstdorf, n. 1990)
- Christina Grassl, ex sciatrice alpina svedese (n. 1962)
- Christina Jonsson, ex sciatrice alpina svedese
- Christina Lustenberger, ex sciatrice alpina canadese (Invermere, n. 1984)
- Christina Meier, ex sciatrice alpina tedesca (Rottach-Egern, n. 1966)
- Christina Riegel, ex sciatrice alpina austriaca (n. 1971)
- Christina Risler, ex sciatrice alpina canadese (n. 1983)
- Christina Staudinger, ex sciatrice alpina e ex sciatrice freestyle austriaca (Steyr, n. 1987)
- Tina Weirather, ex sciatrice alpina liechtensteinese (Vaduz, n. 1989)

## Sciatrici freestyle(1)
- Christina Födermayr, sciatrice freestyle austriaca (n. 2001)

## Scrittrici(3)
- Christina Alčevskaja, scrittrice e insegnante ucraina (Borzna, n. 1841 - Charkiv, † 1920)
- Christina Dalcher, scrittrice e linguista statunitense
- Christina Stead, scrittrice australiana (Rockdale, n. 1902 - Sydney, † 1983)

## Slittiniste(1)
- Christina Schmuck, ex slittinista tedesca occidentale (Salisburgo, n. 1944)

## Soprani(2)
- Christina Maria Avoglio, soprano tedesca
- Christina Nilsson, soprano svedese (Sjöabol, n. 1843 - Stoccolma, † 1921)

## Supercentenarie(1)
- Christina Karnebeek-Backs, supercentenaria olandese (Holterhoek, n. 1849 - Holterhoek, † 1959)

## Tenniste(4)
- Christina McHale, ex tennista statunitense (Teaneck, n. 1992)
- Christina Sandberg, ex tennista svedese (n. 1948)
- Christina Singer, ex tennista tedesca (Göppingen, n. 1968)
- Christina Wheeler, ex tennista australiana (Korosten', n. 1982)

## Tuffatrici(2)
- Christina Loukas, tuffatrice statunitense (Chicago, n. 1985)
- Christina Wassen, tuffatrice tedesca (Eschweiler, n. 1999)

## Velociste(2)
- Christina Heinich, ex velocista tedesca (Lipsia, n. 1949)
- Christina Lathan, ex velocista tedesca (Altdöbern, n. 1958)

## Wrestler(1)
- Christina Von Eerie, wrestler statunitense (Sacramento, n. 1989)

## Senza attività specificata(1)
- Christina Anna Skytte,  svedese (Mönsterås, n. 1643 - † 1677)